# Mimectatina fuscoplagiata
Mimectatina fuscoplagiata es una especie de escarabajo longicornio del género Mimectatina, tribu Desmiphorini, subfamilia Lamiinae. Fue descrita científicamente por Breuning en 1939.
La especie se mantiene activa durante los meses de julio, agosto, septiembre y octubre.

## Descripción
Mide 4-8 milímetros de longitud.

## Distribución
Se distribuye por Estados Unidos, Japón y Taiwán.